# 奇幻兒童
《奇幻旅程》（日語：ファンタジックチルドレン）為日本動畫公司所製作的電視動畫。2004年10月4日至2005年3月28日由東京電視台播放（之後於Sky PerfecTV!和Animax也有播出），共26集。Animax Asia亦於2006年9月起陸續於臺灣、香港和東南亞等地播出。
本作另有發行漫畫版，由宮野將一作畫，全兩集。臺灣東立出版社於2006年1月全數發行，將之命名為《奇幻少女　限時的浪跡者》。

## 簡介
《奇幻旅程》為日本動畫公司的原創作品，是一部添加了科幻與幻想要素的冒險動作片。內容由輪迴轉世、戀愛、國家內亂等眾多主題交織而成，特別是角色的深層心理描寫、廣泛的世界觀、以及讓人感到若有似無熟悉感的配樂等，在動畫迷間擁有相當高的評價。原作、導演、角色設計，是由經手世界名作劇場彼得潘大冒險角色設計的中村孝一手包辦，而美術監督則是在吉卜力工作室擔任背景、美術人員的山本二三。

## 故事大綱
在南邊島嶼和雙親共同生活的11歲少年多馬，某日在島上的一處遺跡遇到了一位少女。少女名叫海爾嘉，是個沈默寡言、總是重複繪著未知地方的風景，還說想去風景所在地的奇妙女孩。於是，多瑪和愛慕海爾嘉的少年－吉德兩人便決定要帶海爾嘉到那個「她想去的地方」。
另有一群充滿迷團、一身黑衣，每隔幾十年就會出現的「貝佛魯的孩子們」，他們經過長久的歲月，為的只是要追尋一號人物。即使在反覆的歲月中疲於奔命，又有謎樣少年－杜瑪從中攪局減少他們的同伴，他們仍然一心一意不停地尋找少女。
還有一位追查少年少女連續失蹤事件的刑警－庫克，在搜查過程得知了「貝佛魯的孩子們」之存在。進一步深入探查發現這群孩子充滿神秘、無法解釋的現象，以及後來現身的神秘青年，究竟失蹤的孩子們身上到底隱藏著什麼不為人知的秘密？
平行的三個故事到最後複雜地糾結在一起，超越了五百年的時光，而這所有的一切都源於某個行星的悲劇。

## 登場人物

### 主要人物
多馬（Tohma，配音員：皆川純子）
巴龐島出身的少年，巴龐拳法的專家。性格活潑直率。某次與少女海爾嘉邂逅後，不知為何相當在意她的事，進而幫助起她來。在前世之謎解開以前常常因不明原因的惡夢而大叫。其前世是行星吉利西亞國王輔佐官高多的兒子賽斯，與吉利西亞王國公主蒂娜是青梅竹馬兼未婚夫妻，與士兵索蘭亦為莫逆之交，雖與索蘭為了蒂娜彼此競爭過，但始終保持風度、並曾支持索蘭與蒂娜的戀情，儘管心裡暗藏陰影。在蒂娜轉生到地球前因忌妒而失控殺死索蘭並懊悔不已。在失手殺死索蘭後，遭到王國叛軍的槍擊而死。不可思議的是深受蒂娜的靈魂吸引，在沒使用裝置的情況下同樣轉生至地球。
事件結束後回到父母身邊。和海爾嘉分別前送出鼓勵，認為她前兩個人生的等待並非徒勞，也表示既然都能與賽斯轉世的他相遇，索蘭的轉世也必定遵守約定來見她。
海爾嘉（Helga，配音員：河原木志穗、黃鳳兒（香港））
一開始就和吉德溜出孤兒院的女主角，一直想去探索存於自己心中的奇妙世界。個性內向，我行我素，對現實有些漠不關心。擅長用蠟筆繪畫，但主題往往是那幅想去但不知在何方的風景。其前世是吉利西亞的公主蒂娜，在某次源於國王之兄弟引發的爆破事件中，因傷勢過於嚴重而被改造成具有殺傷力的人型武器，為挽救此舉造成的悲劇，經由科學家亞基等人建議之後，通過亞基等人研發的轉生裝置將靈魂抽離傳送至地球。
兩個前世也不斷畫著同樣的風景畫，事實上那幅風景是和索蘭定情時的景色--基里西亞的太陽、月亮和淨水塔喬卡島，兩人經常看著這景色散步。故事中也成為貝佛魯的孩子們人格混亂時的指引。杜馬也說過很喜歡。
想起前三個人生的記憶後，決定繼續等待的約定並以海爾嘉的身分走完一生。事件結束後，帶著吉德一起回到孤兒院。
十年後成為孤兒院老師，儘管此時已遺忘前世的所有記憶，卻遇見了旅行至此的索蘭的轉世。
吉德（Chit，配音員：小林希唯）
和海爾嘉同一個孤兒院的少年，因喜歡海爾嘉而願意為她做許多事。事件結束後，跟著海爾嘉一起會到孤兒院。

### 貝佛魯的孩子們
五百年間每隔十幾年就會出現的一批少年少女。被視作白髮的惡魔，給人不老、不死的印象。原為一群來自行星吉利西亞的科學家，奉國王之命搜尋轉生後的蒂娜而來到地球，其特徵為象徵著母星血統的滿頭白髮與藍色瞳孔。他們通過轉生裝置「Zone」將本體存放在吉利西亞，並抽取靈魂降生至幾億光年外的地球。每一次轉生大約會在5、6歲時回復前世記憶，髮色與瞳色也一同轉變。為了避免前世的記憶在滿12歲後逐漸消失，每到11歲時都會集體死亡帶著所有記憶展開新的輪迴。
但吉奧爾加在離開吉利西亞前奪走了他們全員的身體，使得他們苦苦等候不到故鄉的聯絡。直到杜馬說出以前，他們並未發現自己早已被故鄉放棄。
受海爾嘉的意志鼓舞，最終活下來的四位選擇留在地球過完這次的人生。
亞基（Agi，配音員：浦田優）
為「孩子們」的領導人，冷靜又有使命感，在確知海爾嘉待在地球的決意之後，最終決定待在地球，真正地過完第21次輪迴後的人生。在這一世的名字為「伊恩」（Ian），有個妹妹。
索雷特（Solet，配音員：高口幸子）
頭腦相當聰明的少女，對亞基始終表現出若有似無的情意與關注，最終選擇待在地球。這一世的名字為「芙蘿」（Flow），由單親父親撫養長大。
西斯馬（Hesma，配音員：原澤聖廣）
冷淡、喜歡諷刺人，最想回到吉利西亞的一位。在被杜瑪欺騙後，不幸帶著遺憾離世。這一世的名字為「托馬斯」（Thomas）。
哈斯莫代（Hasmodye，配音員：松本幸、黃鳳兒（香港））
個性纖細又老實，這一世的名字為「狄奧」（Theo）。
塔爾蘭特（Tarlant，配音員：矢口アサミ）
有許多孩子氣的地方卻很靠得住，個子最矮。高智能機器人「汪達」的創造者。在這一世的名字為「卡理」（Callie）。
回到故鄉後和寵物犬重逢。
梅爾（Mel，配音員：坂本真綾、黃鳳兒（香港））
與帕魯薩在吉利西亞時即是一對將論及婚嫁的戀人。帕魯薩退出後，因為對帕魯薩的思念，而擅自離開前去見當時已經25歲的倫琴，並送了倫琴一快黑色的石頭(裏頭刻有兩人過去常一同觀賞的星座)。之後自行打造小型轉生裝置，但錯過與其他伙伴同時轉生的機會，導致記憶容易混亂。並在1901年找到賽拉菲奴時因臨時的記憶斷層而落入杜瑪手裡，在遭到供求後將轉生裝置外空間的秘密釋出。轉世後成為GED的主要負責人--蓋兒塔，心裡對[威廉·康拉德·倫琴]始終有著無法解釋的思念與親近感。
帕魯薩（Palza，配音員：鈴木千尋）
對利用「Zone」感到不安，不想再面對闇魔於1853年選擇自行退出「孩子們」的行列，其後以威廉·康拉德·倫琴的身分活下去。

### 刑警
庫克（Cooks，配音員：辻親八）
調查許多兒童失蹤事件的刑警。
無意中發現祖父在克萊蒙特拍下的一張照片上的白髮孩子們和自己經手的幾位失蹤兒童們長相一致，開始調查「貝佛魯的孩子」。
訪遍孩子們的足跡時也注意到蓋德機關的存在。
愛麗斯（Alice，配音員：住友優子）
庫克的搭檔。

### 蓋德 (GED) 組織
蓋兒塔（Gherta，配音員：甲斐田雪）
蓋德組織的負責人，42歲，組織機械的製作者。因不明原因而非常熱衷於威廉‧康拉德‧倫琴的一切事物。隨身攜帶一塊據說為倫琴遺物的黑色石頭。
具有非常強烈的幽閉恐懼症，來自於前世記憶混亂時被杜馬關進黑房間所致。杜馬也是靠著這點認出她就是「貝佛魯的孩子們」的梅爾。
最終被索蕾特引導回梅爾的記憶，也解開解讀暗號的筆記和黑色石頭的來源。
因為已成年，回想起的前世記憶無法長存，在事件結束時向「孩子們」為脫隊道歉。
基什內爾（Kirchner，配音員：成田劍）

杜瑪（戴米恩）（Duma (Damien)，配音員：花輪英司）
俊美的青年，身上有著許多迷團，最出名的是未見衰老這一點(由於地球的二十年相當於吉利西亞的一年)。
真實身分是從行星吉利西雅遠道而來的少年，海爾嘉的前世－蒂娜同母異父的弟弟，在蒂娜轉生後出生，為了尋找姐姐而來到地球。
從小在父親嚴格的教導下長大的，沒什麼機會見到母親，很渴望母愛。但私自會見母親後卻導致母親被父親痛毆致死。
在父親的刻意引導下獎對愛的渴望轉移至姐姐身上，很期待和姊姊見上一面。
實際上吉奧爾加視他為讓蒂娜復活的工具，對他實行不可逆轉的肉體縮小的實驗也是如此(吉利西亞人的實體身材大概是地球人的三倍)，從未考慮將這個私生子帶回吉利西亞。
認清事實後決定尊重海爾嘉的決定，鼓起勇氣殺死了父親並摧毀蓋德機關所建的轉生裝置，從眾人眼前消失。

### 行星吉利西亞(Greecia)的人們
蒂娜（Tina，配音員：河原木志穗、黃鳳兒（香港））
行星吉利西亞國王的獨生女，活潑美麗但也有著相當任性驕縱的一面。小時候曾在森林裡迷路，被索蘭相救，長大兩人重逢後漸漸產生情愫。在一次肇因於王國叛軍的爆破事件中深受重傷，在國王的強烈要求下，通過科學家正在研發中的靈魂能量系統[Zone]移植靈魂並重塑本體，但同時為了穩定能量而在體內安置具強大殺傷力的武器。因為靈魂能量難以控制，在一次蒂娜受到刺激後，同時啟動了武器的程序，造成無法磨滅的遺憾，大肆破壞首都。為了維持靈魂的穩定，也為了不再被利用，在科學家亞基等人建議下，蒂娜與戀人索蘭決定讓靈魂轉生至地球，兩人亦訂下了在地球見面的終身之約。
賽斯（Sess，配音員：後藤哲）
吉利西亞國王輔佐官高多之子、為蒂娜的青梅竹馬，旁人也視兩人的婚約為理所當然。和王國近衛軍隊長索蘭是莫逆之交。因為蒂娜與索蘭的戀情而與索蘭產生微妙的關係，在蒂娜轉生至地球的過程中，與索蘭同時死亡所以靈魂也受到影響而轉生至地球。在這一世的身分為多馬。
索蘭（Soran，配音員：羽多野涉）
吉利西亞王國的近衛軍隊長，年幼時因事故而使左半身受創，須用人造裝置維持行動。曾幫助迷路的蒂娜，被她稱為面具哥哥，長大後和蒂娜相戀，並在情濃時於義手上用刀尖刻下[蒂娜]的吉利西亞文字，其後在蒂娜轉生時遭失控的賽斯殺死。動畫最終話裡，索蘭的轉生終於與蒂娜的轉生海爾嘉相會，並被海爾嘉不經意地發現手臂上的胎記[蒂娜]。
提圖斯（Titus，配音員：大木民夫）
蒂娜的父親，行星吉利西雅的統治者。性格溫和大度。非常疼愛蒂娜，不惜一切只為了救活她，結果卻讓蒂娜很痛苦。
平定胞弟的叛亂後得知蒂娜被轉生至地球，怒不可抑的要求死神空間全體科學家將她尋回。
喬歐魯卡（Georca，配音員：小村哲生）
提圖斯的胞弟。杜馬的父親。性格殘暴，相當有野心。一心認為自己才是統治者，非常忌妒兄長的一切，在王宮有眾多眼線。
在蒂娜失控暴走的同時，發動政變。
政變失敗後相繼奪取了蒂娜和科學家們留下來的身體，帶著叛黨們和兒子乘飛行船來到地球。
企圖復活蒂娜並把當她當作強大的兵器反攻吉利西亞。
高多（Gotoh，配音員：上別府仁資）
賽斯的父親，提圖斯的輔佐官。
發現蒂娜復原的秘密後大嘆眾人的愚蠢，被喬歐魯卡的眼線聽見。
首都被攻陷時駕著國王逃走。
勒達（Leda，配音員：淺野麻由美）
蒂娜和杜馬的母親，美女。因與喬歐魯卡私通而遭軟禁，對外宣稱病故，連蒂娜也不知道她還活著。
很快就發現喬歐魯卡只是想奪取兄長所愛的一切，完全不愛自己的事實。
蒂娜出意外後非常擔心，忍不住送信關心，母女相會的場景被喬歐魯卡利用。曾告訴蒂娜自己被喬歐魯卡強行侵犯後有一個兒子，也就是蒂娜的弟弟－杜馬。
在飛行船上被喬歐魯卡活活打死。

### 其他
爸爸（Touchan，配音員：大川透）
多馬的父親，亦是多馬的拳法師傅。
媽媽（Kaachan，配音員：甲斐田雪）
多馬的母親。在觀光客往來的市集從事占卜的生意，工作時雖然會變裝並圍著客人又唱又跳，但準不準沒人知道。
孤兒院院長（配音員：平田廣明）

康拉德（Conrad，配音員：進藤尚美）
原為貝佛魯的孩子之一，後成為物理學家發現了X射線。

## 動畫相關資訊

### 工作人員
- 原作、導演、角色設計：中村孝
- 劇本：三井秀樹、中村孝
- 美術監督：山本二三
- 總作畫監督：中村深雪
- 分鏡：寺東克己、福富博、杉山正樹、其他
- 演出：鏑木宏、西田健一、清水健一、津田義三、其他
- 作畫監督：丸山宏一、青木哲郎、佐久間康子、長沼範裕、其他
- 攝影監督：森下成一
- 色彩設計：佐藤真由美
- 顏色指定：淺野有美、西館真紀子
- 音樂：上野耕路
- 音響監督：早瀨博雪
- 製作人：佐藤賢一
- 製作：博報堂 DY Media Partners、日本動畫公司、FC製作委員會

### 主題曲
- 片頭曲「Voyage」


- 片尾曲

（歌：Origa、作詞：濱田理惠、作曲‧編曲：梁邦彦）
歌詞有分日語版和俄語版，吉利西雅篇使用的歌詞為俄語版。

### 各集標題
| 集數 | 中譯           | 日文原文 | 集數 | 中譯           | 日文原文 |
| ---- | -------------- | -------- | ---- | -------------- | -------- |
| 1    | 來自死亡的深淵 |          | 14   | 軌跡           | 軌跡     |
| 2    | 徬徨的思念     |          | 15   | 追憶           | 追憶     |
| 3    | 想去之處       |          | 16   | 回歸霧中       |          |
| 4    | 希農           |          | 17   | 蒂娜           |          |
| 5    | 科庫里島       |          | 18   | 慘劇           |          |
| 6    | 科庫里島2      |          | 19   | 誓言           |          |
| 7    | 貝佛爾的孩子   |          | 20   | 循環的生命     |          |
| 8    | 溫暖的家庭     |          | 21   | 杜瑪           |          |
| 9    | 奧塞爾         |          | 22   | 飛來           | 飛来     |
| 10   | 蓋徳組織       |          | 23   | 蓋兒塔         |          |
| 11   | 重要的人       |          | 24   | 多瑪的真實身分 |          |
| 12   | 閻魔           | 閻魔     | 25   | 前往空間       |          |
| 13   | 吉利西雅的記憶 |          | 26   | 結束 然後開始  |          |

## 原聲帶
- /上野耕路 – 2005年1月21日發售
- /上野耕路 – 2005年3月2日發售
- 片頭曲CD「Voyage」– 2004年11月21日發售
- 片尾曲CD– 2004年1月21日發售

## 外部連結
- （日語）奇幻旅程官方網站
- （日語）東京電視台奇幻旅程網站（页面存档备份，存于）
- （日語）JVC奇幻旅程網站（页面存档备份，存于）
- （日語）萬代 奇幻旅程遊戲網站（页面存档备份，存于）
- （中文）東立《奇幻少女　限時的浪跡者》漫畫介紹網站[]

| 日本 東京電視台 星期一25:30節目（星期二1:30） | 日本 東京電視台 星期一25:30節目（星期二1:30） | 日本 東京電視台 星期一25:30節目（星期二1:30） |
| --------------------------------------------- | --------------------------------------------- | --------------------------------------------- |
|                                               | 奇幻旅程 （2004年10月4日 - 2005年3月28日）    |                                               |
| 純愛果實                                      | 創聖機械天使                                  |                                               |

| 台灣 Animax 星期六日6:00節目（連播兩集） | 台灣 Animax 星期六日6:00節目（連播兩集）    | 台灣 Animax 星期六日6:00節目（連播兩集） |
| ---------------------------------------- | ------------------------------------------- | ---------------------------------------- |
|                                          | 奇幻旅程 （2008年8月16日 - 2008年11月28日） |                                          |
| 地球防衛家族                             | —                                           |                                          |